# کوواله اولتسکیه
کوواله اولتسکیه (به لهستانی:  Kowale Oleckie) یک روستا در لهستان است که در گمینا کوواله اولتسکیه واقع شده‌است.
 کوواله اولتسکیه  ۲٬۴۰۰ نفر جمعیت دارد.